# Ісанбаєво (Ілішевський район)
Ісанба́єво (рос. Исанбаево, башк. Иҫәнбай) — село у складі Ілішевського району Башкортостану, Росія. Адміністративний центр Ісанбаєвської сільської ради.
Населення — 523 особи (2010; 645 у 2002).
Національний склад:
- башкири — 92 %